# Das rosa Pantöffelchen (film 1927)
Das rosa Pantöffelchen è un film muto del 1927 diretto da Franz Hofer. Nel 1913, il regista aveva già girato un altro Das rosa Pantöffelchen che aveva come protagonista Dorrit Weixler.

## Produzione
Il film fu prodotto dalla Veritas-Film GmbH.

## Distribuzione
Distribuito dalla Komet-Filmatelier, uscì nelle sale cinematografiche tedesche presentato in prima a Berlino il 3 marzo 1927.
La copia più completa della pellicola di 774 metri si trova conservata al Nederlands Filmmuseum Amsterdam. Sono andati perduti 174 metri del film.